# Bulbophyllum dischorense
Bulbophyllum dischorense là một loài phong lan thuộc chi Bulbophyllum.